# AK47 (grup musical)
AK47 va ser un grup de rap italià format a Roma l'any 1993. Vinculat a Le Posse, un moviment politicomusical que va sorgir dels centres socials okupats, el grup va estar actiu entre 1993 i 1996, i després es va reconstituir el 2013 amb una nova formació i la publicació del senzill Sole di notte sobre la violència i la tortura d'estat.
Va publicar un EP i un àlbum musical considerat entre els més importants del rap en italià.

## Història
El grup va néixer l'any 1993 per iniciativa de Castro X, un membre del grup pioner del rap a Itàlia Onda Rossa Posse i veu d'Assalti Frontali entre 1991 i 1993, amb el propòsit de fer rap d'esquerres. El nom del grup recorda el fusell d'assalt soviètic del mateix nom conegut també com a Kalashnikov.
El grup va presentar les seves dues primeres cançons, «Niente da festeggiare» i «1.9.9.1» dins del recopilatori Balla e difendi, publicat l'any 1991 pel segell romà Gridalo Forte Records, que aplegava cançons de quatre bandes del circuit alternatiu romà, juntament amb AK47: Banda Bassotti, Filo da Torcere i Red House.
El grup es va donar a conèixer a nivell nacional amb l'EP autoproduït 0516490872, publicat l'any 1993 i que conté el tema homònim inspirat en el llibre Gli invisibili de Nanni Balestrini sobre la detenció de l'activista Silvia Baraldini als Estats Units d'Amèrica. El títol de l'EP és el número de registre de Baraldini a la presó. El mateix any, AK47 va col·laborar amb el Comitè de Solidaritat amb els Pobles d'Amèrica Llatina Carlos Fonseca en el marc del projecte Amplifichiamo Cuba, realitzant una sèrie de concerts solidaris amb la Federació de Dones Cubanes a l'Havana. Després d'aquest projecte, el grup va continuar la seva activitat fundant l'any 1994 la discogràfica independent La Cordata.
El 1996 el grup va gravar l'àlbum Fuori dal centro en col·laboració amb Il manifesto. Dos temes d'aquest àlbum es van incloure en dos recopilatoris de rap italians: «Spigoli di luce» a Parole Italiane, i «Ritmo cardio» a Epicentro Romano.

## Discografia

### Àlbum d'estudi
- 1996 - Fuori dal centro

### EP
- 1993 - 0516490872

### Senzill
- 2013 - Sole di notte